# Cumbum
Cumbum (en tamil: கம்பம் ) es una localidad de la India en el distrito de Theni, estado de Tamil Nadu.

## Geografía
Se encuentra a una altitud de 419 m s. n. m. a 584 km de la capital estatal, Chennai, en la zona horaria UTC +5:30.

## Demografía
Según estimación 2010 contaba con una población de 63 506 habitantes.